# Propières
Propières es una comuna francesa situada en el departamento de Ródano, de la región de Auvernia-Ródano-Alpes.

## Demografía
| 518 | 519 | 481 | 434 | 404 | 419 | 473 | 454 |
| Para los censos de 1962 a 1999 la población legal corresponde a la población sin duplicidades (Fuente: INSEE [Consultar]) |     |     |     |     |     |     |     |